# Other Women's Clothes

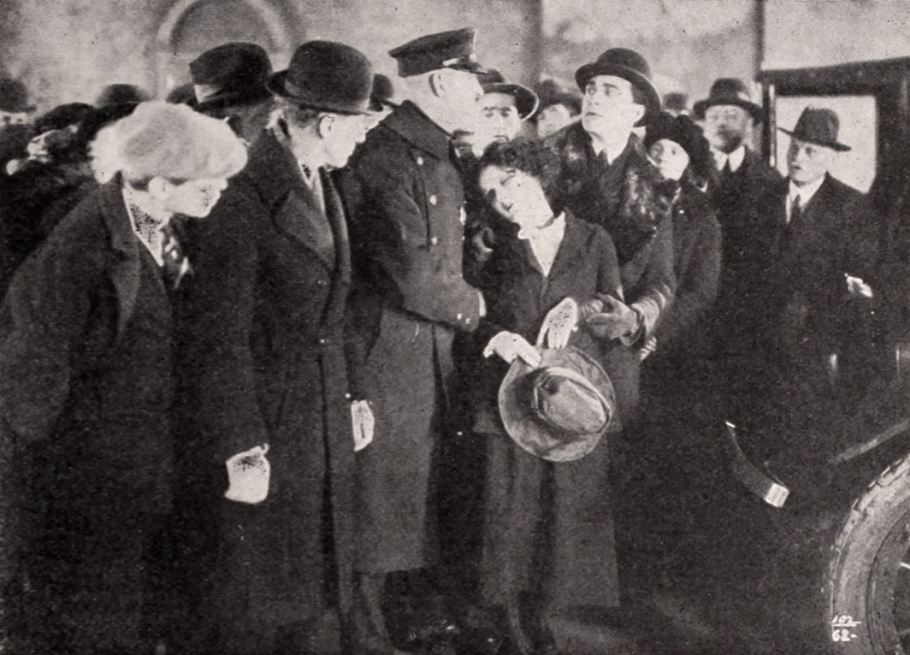
Une scène du film 'Other Women's Clothes.

Other Women's Clothes est un film américain réalisé par Hugo Ballin, sorti en 1922.

## Fiche technique
- Réalisation : Hugo Ballin
- Scénario : Hugo Ballin d'après une histoire d'Ethel Donoher[2]
- Producteur : Hugo Ballin
- Photographie : James Diamond
- Production : Hugo Ballin Productions
- Distributeur : Hodkinson Pictures
- Durée : 60 minutes
- Date de sortie : 19 février 1922

## Distribution

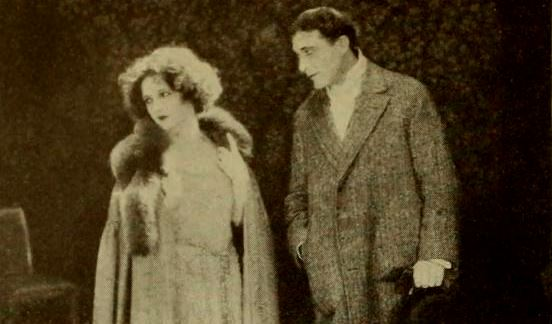
Mabel Ballin et Raymond Bloomer.

- Mabel Ballin : Jacqueline Lee
- Raymond Bloomer : Barker Garrison
- Crauford Kent : Rupert Lewis
- May Kitson : Mrs. Roger Montayne
- William H. Strauss : Joe Feinberg
- Aggie La Field : Bessie Horowitz
- Rose Burdick : Ellen Downe